# Пистолет Люгера
Пистолет Люгера (Люгер, Парабеллум; нем. P08, Parabellum, Borchardt-Luger) — немецкий самозарядный пистолет, разработанный в 1898 году австрийцем Георгом Люгером на основе конструкции пистолета Борхардта. Использовал патроны, специально сконструированные для него: сначала — калибром 7,65 мм, после 1902 года — и 9 мм.
Главным достоинством «Парабеллума» является высокая точность стрельбы, достигнутая за счёт удобной анатомической рукояти с большим углом наклона и лёгкого спуска. Он сочетал высокую мощность с достаточной компактностью по сравнению с другими армейскими пистолетами на начало XX века.
Сложный и дорогой в производстве, «Парабеллум», тем не менее, оказался очень удачным и стал передовой оружейной системой для своего времени.

## История создания

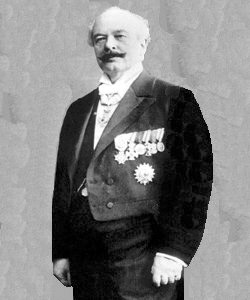
Георг Иоганн Люгер (1849—1923)

Пистолет Люгера был талантливой конструкторской переделкой пистолета Борхардта, из-за чего до 1904 года в европейских странах он назывался пистолетом системы Борхардта — Люгера. Хуго Борхардт и Георг Люгер были коллегами на немецкой оружейной фирме «Людвиг Леве и КО» в Карлсруэ, где Георг Люгер занимался доводкой самозарядного пистолета.
Затем, в 1896 году, Георг Люгер возглавил группу разработчиков в DWM и все работы стал вести самостоятельно.
DWM — Deutsche Waffen und Munitionsfabriken — германская фабрика по производству оружия и боеприпасов, основана в 1889 году, г. Карлсруэ, земля Баден-Вюртемберг. С 1896 года штаб-квартира в г. Берлине на Кайзерин-Августа-аллее.
В пистолете Люгера, в отличие от пистолета Борхардта, рычаги при складывании упирались не в пластинчатую возвратную пружину, а в выступ рамки пистолета. Пластинчатая возвратная пружина переместилась в рукоятку и потом была заменена на витую. Эти изменения дали возможность значительно сократить габариты и массу пистолета без ухудшения служебно-эксплуатационных характеристик.
В 1898 году 49-летний инженер Георг Иоганн Люгер представил образец своего пистолета калибра 7,65 мм с длиной ствола 122 мм, под наименованием Versuchsmodelle III (экспериментальная модель № 3) швейцарскому правительству для закупки. Испытания этого оружия прошли в 1899 году,
30 сентября 1899 г. Георг Люгер запатентовал ряд своих идей, заложенных в новой модели пистолета.
4 мая 1900 г. парламентским указом пистолет был принят на вооружение швейцарской армии под названием «Pistole, Ordonnanz 1900, System Borchardt-Luger». Фирма DWM обязалась произвести 3000 пистолетов этой системы для швейцарской армии.
После этого пистолеты Люгера калибра 7,65 мм поступили на вооружение ряда других стран, их закупали Бразилия, Голландия, Португалия, Россия и Турция. В 1902 году 1000 пистолетов Люгера модели 1900 года закупило правительство США для испытаний в вооружённых силах.
Летом 1902 года в Германии в окрестностях Берлина начались конкурсные испытания для отбора и принятия на вооружение кайзеровской армии самозарядного пистолета.
В них участвовали: 7,65-мм пистолет Borchardt С93, 7,65-мм пистолет Люгера образца 1900 г., 7,63-мм пистолет «Маннлихер» М.1900, 9-мм пистолет «Марс», 7,63-мм пистолет «Шварцлозе» М.1893 «Стандарт», 9-мм пистолет «Браунинг» и 7,63-мм пистолет Маузер C-96.
Испытания проводились довольно долго: лишь к 1904 году был объявлен победитель — доработанный пистолет Люгера.
В 1903 году, в ходе испытаний, был изменён калибр оружия, поскольку в 1902 году был разработан более мощный 9×19 мм пистолетный патрон цилиндрической формы с бездымным порохом, переделанный из «бутылочного» 7,65 мм.
В том же году руководитель компании DWM дал пистолету название «Парабеллум» — от известной латинской пословицы «Si vis pacem, para bellum» (с лат. — «Хочешь мира, готовься к войне»), служившей девизом компании DWM. Такое название получил и его патрон — 9×19-мм «Парабеллум».
12 декабря 1904 года 9-мм пистолет Люгера «Морская модель 1904 г. системы Борхардта-Люгера» был принят германским морским штабом на вооружение германского флота.
22 августа 1908 года 9-мм пистолет Люгера под названием P08 (Pistole 08) был принят на вооружение кайзеровской армии в качестве штатного короткоствольного оружия.
Стоит сказать, что DWM, после принятия на вооружение пистолета в Германии, использовала название «Парабеллум» только для коммерческих пистолетов.

## Конструкция и принцип работы

Рис. 2 При откате запертого ствола со ствольной коробкой кривошипный механизм выводится из положения «мёртвой точки» наклонными боковыми выступами рамки. Ствол с коробкой останавливается рамкой, а затвор продолжает двигаться в крайнее заднее положение, сжимая возвратную пружину

Автоматика пистолета работает по схеме использования отдачи при коротком ходе ствола. Запирание канала ствола осуществляется при помощи системы шарнирно соединённых рычагов, находящихся в обычном положении и при производстве выстрела в положении «мёртвой точки» (рис. 1). В таком состоянии исключается складывание рычагов под воздействием прямолинейного давления затвора при выстреле.

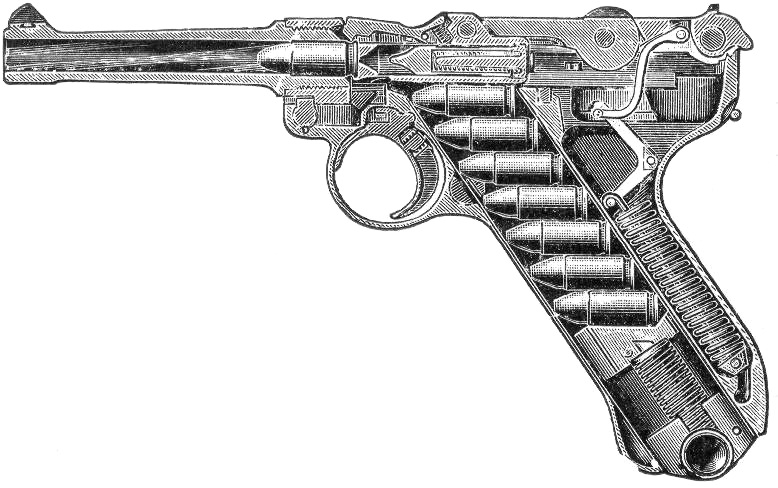
Рис.1 Положение частей перед выстрелом

Подвижную систему оружия составляет ствол со ствольной коробкой, внутри которой монтируются детали механизма запирания и ударного механизма. Ствол (с мушкой на дульной части) соединяется со ствольной коробкой при помощи резьбового соединения.
Ствольная коробка со стволом имеют форму камертона. Внутри вилки камертона помещается и движется затвор с ударным механизмом и выбрасывателем. Затвор сочленён с шатуном (передний рычаг запирающей системы), а последний — с мотылём (задний рычаг). Мотыль в месте соединения с шатуном имеет два ролика с насечённой поверхностью, выполненных с ним как одно целое, которые и придают оружию характерный узнаваемый вид. При закрытом затворе мотыль и шатун ложатся на ствольную коробку так, что ось среднего шарнира становится ниже осей переднего и заднего шарниров и таким образом осуществляется надёжное запирание затвором канала ствола, поскольку шатун и мотыль образуют между собой тупой угол, обращённый вершиной вниз (рис. 2). Вся шарнирно-рычажная система пистолета по устройству является кривошипно-шатунным механизмом, в котором ползуном является затвор. Собранные со своими деталями ствол и ствольная коробка могут двигаться в пазах рамки в продольном направлении.
Ударно-спусковой механизм ударникового типа, оснащён разобщителем, который позволяет вести только одиночный огонь.
Ударник находится внутри затвора, взводится при складывании рычагов и сжатии боевой пружины передним выступом рычага затвора за боковой выступ ударника.
Боевая пружина находится в цилиндрической полости ударника и концом упирается в заднюю стенку затвора. Боковой выступ ударника находится слева, в задней части ударника, и может перемещаться в продольном окне затвора. Часть профиля этого выступа является боевым взводом. Взведённый ударник удерживается на боевом взводе подпружиненным спусковым рычагом.
Выбрасыватель расположен в затворе сверху, выполняет также функцию индикатора наличия патрона в патроннике. Гильза выбрасывается влево вверх при помощи пружинного отражателя, расположенного справа.
На левой стороне тыльника рамки находится флажковый предохранитель. При опускании флажка предохранителя вниз запирается спусковой рычаг и шептало, стопорится ствольная коробка со стволом и движение затвора назад невозможно. Ударник при этом может находиться на боевом взводе.
В модели 1904 года присутствовал и клавишный автоматический предохранитель, выключаемый при обхвате рукоятки, но в дальнейшем от него отказались в целях безопасности. Он являлся причиной пренебрежения постановкой на ручной предохранитель и, как следствие, возможности случайного выстрела при падении пистолета.
Магазин пистолета коробчатый, однорядный, рассчитанный на 8 патронов (барабанный на 32 патрона в «артиллерийской» версии, вставляется как и коробчатый). Защёлка магазина расположена на левой стороне рукоятки у основания спусковой скобы.
Пистолет имеет затворную задержку, которая при отведённом назад затворе под воздействием подавателя пустого магазина поднимается вверх и входит в зацепление с вырезом в затворе пистолета. Чтобы снять затвор с задержки, нужно вынуть пустой магазин (и можно также вставить снаряжённый) и немного оттянуть затвор за ролики и отпустить. Ударник останется на боевом взводе.
Рукоятка пистолета с удобным хватом, что обеспечивает комфортное прицеливание. Пистолет Люгера отличается необычно большим, по сравнению с современными пистолетами, наклоном рукоятки — под углом 120°. Это способствует меткой стрельбе «навскидку» и уменьшает подброс ствола при стрельбе прицеливанием из-за уменьшения плеча момента импульса.
Спусковой рычаг расположен на ствольной коробке слева, вдоль неё. Заднее плечо спускового рычага имеет уступ, который является шепталом. При движении затвора вперёд боевой взвод ударника входит в этот уступ. Пластинчатая пружина спускового рычага опирается на его хвост и ствольную коробку и удерживает рычаг, не давая боевому взводу ударника сняться с шептала.
При нажатии спускового крючка передающий рычаг (на рамке слева под спусковой крышкой) поворачивается в вертикальной к стволу плоскости и давит на переднее плечо спускового рычага. Спусковой рычаг поворачивается в горизонтальной плоскости. Заднее плечо спускового рычага, отходя влево, преодолевает усилие пластинчатой пружины и освобождает ударник. Под действием боевой пружины ударник накалывает капсюль и происходит выстрел, в результате которого давление пороховых газов передаётся через гильзу на затвор.
Рычажная система препятствует увеличению тупого угла между шарниром и мотылём, и под действием силы отдачи ствол со ствольной коробкой и затвором в запертом состоянии движутся назад примерно на 6 мм. После вылета пули из ствола, когда ролики мотыля «наедут» на профильные поверхности рамки, выполненные в виде горки, ось среднего шарнирного соединения уходит вверх, шатун и мотыль складываются, затвор открывается. При складывании рычагов шатун взводящим зубом взводит ударник. После прекращения действия отдачи находящаяся в рукоятке возвратная пружина, соединённая с мотылём через систему «передаточный рычаг-серьга», закрывает затвор и возвращает ствол со ствольной коробкой в первоначальное положение (Рис.1).
При движении вперёд затвор подхватывает патрон из магазина и досылает его в ствол. Так как при движении ствола со ствольной коробкой назад относительно рамки разобщитель «наезжает» на боковую поверхность передаточного рычага и устанавливается внутрь корпуса, в таком положении стрельба ещё невозможна — нужно отпустить спусковой крючок.
При этом передаточный рычаг отходит в сторону и освобождает разобщитель, который под действием пружины входит из корпуса спускового рычага и становится под передаточный рычаг. Если теперь нажать на спуск, выстрел произойдёт. Спусковой механизм позволяет вести только одиночный огонь. Предохранитель в положении «Gesichert» — флажок опущен, планка предохранителя блокирует спусковой рычаг. Запирание взведённого ударника происходит очень надёжно.
В случае осечки можно взвести ударник без перезаряжания. Для этого нужно потянуть за ролики рычагов до начала движения ствола и отпустить. При выстреле сначала отходит ствол, потом — затвор. Если же взяться за ролики и потянуть, то рычаги выйдут из положения мёртвой точки и сначала откроется затвор. Боевая пружина при этом сжимается и ударник встаёт боевым взводом на шептало.
Если требуется произвести плавный спуск ударника, то потянув за ролики до начала движения ствола, и удерживая ими затвор, нужно нажать на спусковой крючок и плавно отпустить затвор до первоначального положения.
Пистолет обладает прочной и, при регулярном уходе, надёжной конструкцией, отличается качественным изготовлением.
Боевые характеристики
Пуля, выпущенная из P08 со стволом длиной в 120 мм, на расстоянии 50 м пробивает сосновое дерево толщиной 150 мм. При попадании под углом 90 градусов с расстояния 10 м пробивала германскую стальную каску.
P08 обладает высокой точностью. Кучность боя на 50 м составляет r 50-53 мм. Это оружие имеет высокую скорострельность — 48 неприцельных выстрелов за 28 секунд.

## Применяемый патрон
В пистолетах «Люгер» образца 1900 года использовался патрон 7,65×21 мм с гильзой бутылочной формы, переделанный из патрона Борхардта укорочением гильзы на 5 мм. Для этого патрона используют названия 7,65-мм Люгер или 7,65 × 21 мм Парабеллум. С этим патроном пистолет был принят в 1900 году на вооружение швейцарской армии.
В 1902 году был создан 9-мм патрон 9×19 мм Парабеллум. Под этот патрон на вооружение было принято два варианта пистолета. В конце 1904 года на вооружение германского флота, а в 1908 году на вооружение кайзеровской армии под названием P08.
| Патрон             | Вариант              | Калибр  | Начальная скорость пули | Кинетическая энергия пули | Вес пули | Вес порохового заряда | Длина патрона | Длина гильзы |
| ------------------ | -------------------- | ------- | ----------------------- | ------------------------- | -------- | --------------------- | ------------- | ------------ |
| 7,65×21 мм         | М.1900               | 7,65    | 370 м/с                 | 410 Дж                    | 6 г      | 0,36 г                | 29,85 мм      | 21,59 мм     |
| 9×19 мм Парабеллум | М.1902;М.1904;М.1908 | 9×19 мм | 300-580 м/с             | 380-700 Дж                | 8 г      | 0,32-0,36 г           | 29,70 мм      | 19,15 мм     |

## Отделка
Все «Люгеры» имели отделку довольно высокого качества и точную пригонку подвижных частей. Металлические поверхности были воронёные, некоторые образцы этого оружия были украшены гравировкой. Щёчки рукояток изготавливались в основном из древесины грецкого ореха, с аккуратной мелкой насечкой, однако пистолеты, изготовлявшиеся во время Второй мировой войны, могли иметь щёчки, изготовленные из пластика.
Подробнее о материалах, использованных в деталях пистолета.
Модели, произведённые на экспорт, были гравированы гербом страны заказчика. Многие модели гравированы гербом завода-производителя.

## Материалы и их обработка
При производстве пистолетов Люгера использовалась легированная сталь, обладающая повышенной прочностью и коррозионной стойкостью. Основные детали оружия, такие как рама, ствол, затвор, а также другие, подвергались обычной термообработке закаливанием до нужной твёрдости. При этом разные детали закаливались до необходимой им прочности. Детали ударно-спускового механизма и соединительные оси проходили термическую обработку методом цементации (науглероживания), то есть диффузионном насыщении поверхностного слоя стали углеродом при нагреве в науглероживающей среде. Обработанные таким образом детали приобретают свои окончательные свойства после закалки и низкого отпуска. Целью такой обработки является придание поверхностному слою высокой твёрдости и износостойкости, повышения предела контактной выносливости и предела выносливости при изгибе с сохранением достаточно вязкой сердцевины — основного тела детали. Толщина науглероженного слоя не превышала одного миллиметра. В результате эти детали обладали как прочностью, так и необходимой пластичностью, что позволяло им постоянно выдерживать самые сильные нагрузки.
Во время Первой мировой войны Парабеллумы защищали от коррозии методом кислотного оксидирования (так называемый «ржавый лак» или «ржавое воронение»), при котором сталь защищает покрытие из оксидной плёнки, подобное ржавчине, с глубоким чёрным цветом. Далее, в период между двумя мировыми войнами и во время Второй мировой войны, использовался более прогрессивный метод нанесения защитного покрытия — оксидирование, значительно экономившее время и средства. Ещё один вид покрытия, применявшийся для защиты поверхностей стальных деталей Люгеров, — фосфатное покрытие, наносившееся способом горячего фосфатирования, использовавшееся в 1920-х гг.

## Достоинства и недостатки
Достоинства
- Достаточно совершенная конструкция военного пистолета на момент создания.
- Прекрасное функционирование в затруднённых условиях эксплуатации.
- Удобная форма рукоятки.
- Отличная контролируемость при стрельбе.
- Очень малый подброс и отдача при выстреле.
- Исключительная точность и кучность стрельбы, как прицельной, так и навскидку.
- Прочная и надёжная конструкция.
- Мощный патрон (см. выше), высокое убойное и останавливающее действие.
- Высокая скорострельность.

Недостатки
- Очень сложная в производстве и применении конструкция. Даже спусковой крючок имеет замысловатую форму лунного серпа. Второй его конец является ограничителем, у которого должно быть другое место. При спуске сверху опускается другой конец полумесяца, не давая стрелять в перчатках. Конструкция не позволяет закрыть запирающие рычаги, защитив их от попадания в механизм грязи или песка, из-за чего может произойти задержка, если в механизм забьётся много грязи.
- Задержки при использовании патронов с пулями неоживальной формы.
- Нельзя применять для стрельбы патроны с усиленным зарядом пороха во избежание повреждения оружия.
- При стрельбе «от живота» гильзы нередко летят стрелку в лицо.
- Очень высокая стоимость производства.

Как и другое оружие начала XX века, «Люгер» не отличался высокой технологичностью. На изготовление одного «Люгера» фирма Mauser-Werke A. G. в период наибольшей интенсивности выпуска затрачивала 12,5 человеко-часа; его производство являлось достаточно трудоёмким. При массе самого пистолета 0,87 кг для производства его требовалось 6,1 кг металла. При изготовлении выполнялось 778 отдельных операций: 642 операции на станочном оборудовании и 136 вручную.
В 1939 году себестоимость производства одного пистолета «Люгер» фирмой Mauser-Werke A. G. составляла 11,5 рейхсмарки, а магазина к нему — 3,15 рейхсмарки. Себестоимость комплектного пистолета «Люгер» с двумя магазинами равнялась 17,8 рейхсмарки, вермахту Mauser продавал дороже — за 32 рейхсмарки, в то время когда винтовка Mauser 98k стоила 70 рейхсмарок, a пулемёт MG-34 (сам по себе дорогостоящий и заменённый по этой причине на MG-42) стоил Вермахту 300 рейхсмарок.

## ТТХ самозарядных пистолетов времён Первой мировой войны
| Вариант                | Патрон                                                               | Длина, мм | Длина ствола, мм | Масса без патронов, г | Начальная скорость пули, м/с | Ёмкость магазина, патронов |
| ---------------------- | -------------------------------------------------------------------- | --------- | ---------------- | --------------------- | ---------------------------- | -------------------------- |
| Маузер С-96            | 7,63×25 мм Маузер; также: 9×19 мм Парабеллум; 9×25 мм Маузер Экспорт | 312       | 140              | 1250                  | 430                          | 10                         |
| M1911                  | .45 ACP (11,43×23 мм)                                                | 210       | 127              | 1100                  | 260                          | 7                          |
| Steyr Mannlicher M1901 | 7,63×21 мм Маннлихер                                                 | 239       | 165              | 940                   | 326                          | 6                          |
| М.1908                 | 9×19 мм Парабеллум                                                   | 217/235   | 102/120          | 876/1000 (снаряж.)    | 350/380                      | 8                          |

## Модели и их различия

### М.1900

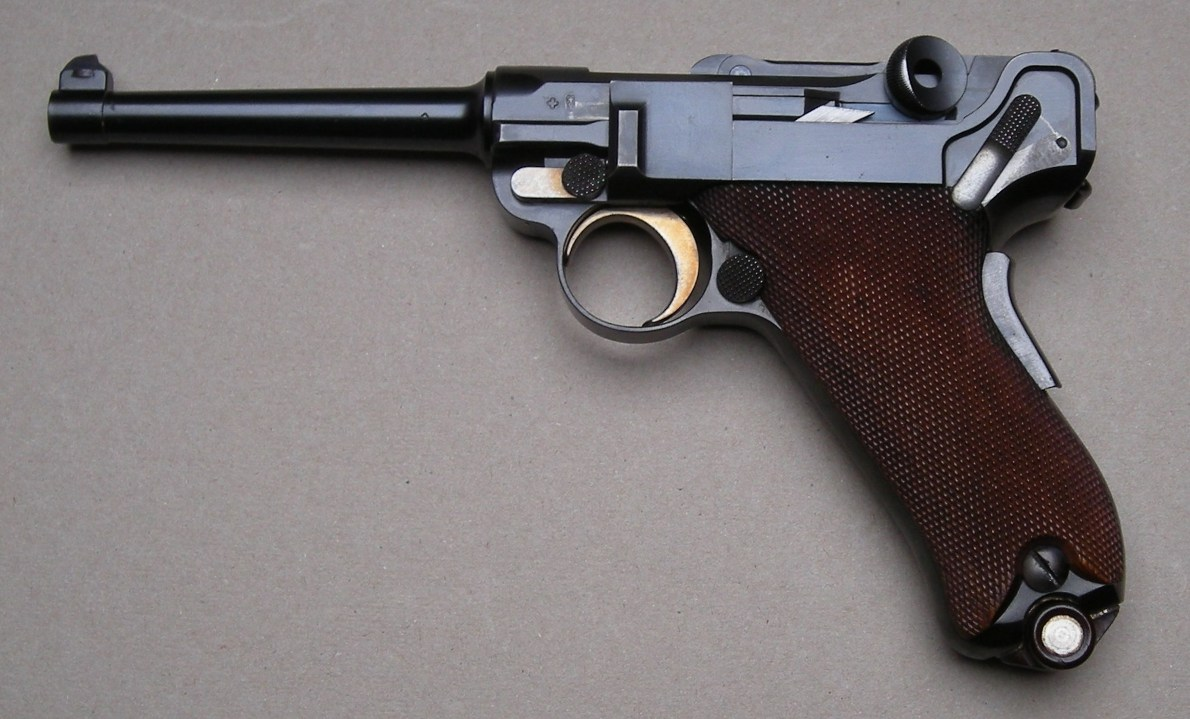
Luger M.1900

Модель 1900 года являлась самым ранним вариантом пистолета «Люгер». Она была принята на вооружение швейцарской армии в 1900 году. Эта модель унаследовала одну особенность, присущую пистолетам Борхарда — небольшую скобу с правой стороны шарнира затвора. Её задачей было предотвратить отскок затвора после его закрытия. В действительности же она оказалась излишней, потому что, когда шарнир рычажного затвора закрыт, он находится немного ниже линии, вдоль которой действует сила отдачи, и поэтому любое действие, направленное на открытие затвора, только больше прижимало шарнир к ствольной коробке.
Важными элементами М.1900 являлись флажковый предохранитель, блокирующий ствольную коробку, который был слева в задней части рамки и пружинный выбрасыватель, который располагался на плоской верхней поверхности затвора. М.1900 был рассчитан под патрон 7,65×21 мм. Длина ствола 122 мм.

### М.1902
М.1902 является дальнейшим развитием варианта М.1900. Эта модель создавалась под патрон 9×19 мм Парабеллум, вследствие чего ствол пришлось сделать несколько толще и короче, чем у предыдущей модели. Длина ствола 102 мм. Также были несколько изменены затвор и магазин. Число нарезов в стволе увеличено с четырёх до шести, а размеры рамки и ствольной коробки стали одинаковыми. В конечном варианте у М.1902 рамка, ствольная коробка и резьбовая втулка ствола были укорочены примерно на 2 мм.

### М.1904
Вариант М.1904 стал первым массовым вариантом пистолета «Люгер». Первая закупка этого оружия произошла после того, как германским флотом был принят на вооружение «9-мм Зельбстладепистоле 1904» с длиной ствола 147,32 мм, впоследствии известный как «морская модель».
В вариант М.1904 были внесены определённые нововведения, которые затем стали стандартными для всех пистолетов «Люгер». Обычный пружинный выбрасыватель был заменён выбрасывателем нового типа с вертикальным зубом. Выбрасыватель совмещён с указателем наличия патрона в патроннике. Находящийся в патроннике патрон поднимает выбрасыватель вверх. Данная модель имеет перекидной прицел на дистанции 100 и 200 м. Внизу тыльной части рукоятки сделан паз для крепления кобуры-приклада. Калибр 9 мм, длина 262 мм, длина ствола 147 мм, вес 915 г, начальная скорость пули 350 м/с.
С 1905 г. по 1918 г. фирмой DWM было изготовлено 81 250 пистолетов Модели 1904 г. для военно-морских сил Германии.

### М.1906
В вариант М.1906 впервые были внесены серьёзные изменения. Пластинчатую возвратную пружину в рукоятке заменили витой, цилиндрической. Также была изменена конструкция предохранителя; сам он был перемещён вниз и стал запирать шептало. Верхняя часть затвора теперь стала иметь полукруглую форму, захваты шарнира выполнялись с плоской, рифлёной в форму ромба поверхностью, а скоба для предотвращения отскоков была удалена. В месте размещения рычага флажкового предохранителя на рамку стали наносить надпись «GESICHERT» (безопасно), которая видна при включённом предохранителе (рычаг в верхнем положении) и скрыта рычагом при выключенном. М.1906 (или, как его стали называть, «Парабеллум новой модели») изготовлялся в двух вариантах — под патрон 7,65 мм с длиной ствола 122 мм и под 9-мм патрон с более толстым стволом длиной 102 мм. Пистолет Люгера образца 1906 года выпускался для внутреннего рынка и на экспорт. Поставки осуществлялись как вооружённым силам, так и для гражданского рынка оружия. Наиболее известными среди коллекционеров являются М.1906, производившиеся DWM для США — модель «American Eagle» с клеймом на ствольной коробке над патронником в виде американской государственной эмблемы «Great Seal of the United States» и выпускавшиеся для Швейцарии с клеймом «Swiss Cross».

### М.1908
Пистолет Люгера образца 1908 года отличается от М.1906 тем, что автоматический предохранитель был удалён и остался только флажковый. М.1908 чаще всего назывался просто «Пистолет 08», или P08. Подобно пистолету образца 1906 года, он имеет витую возвратную пружину цилиндрической формы и экстрактор, который совмещён с указателем наличия патрона в патроннике. Со всеми изменениями новая «морская модель» 1904 года выпускалась с прежним названием.
Выпускался с различными вариантами длины ствола: от 98 до 200 (и более) мм. Наиболее распространены варианты с длиной ствола в 100 (98 либо реже 102) мм и 120 мм.
Всего до 1918 года оружейной компанией DWM было выпущено 908 275 P08 для вооружения армии и 1500 пистолетов для гражданских целей. В Эрфурте с 1911 до 1918 года их произвели 663 600 единиц.

### Артиллерийская модель
Так называемая «Артиллерийская модель» — вариант 9 мм пистолета Люгера, получивший название Lange Р08 (LP 08), был принят 3 июня 1913 года на вооружение частей Пруссии, Саксонии и Вюртемберга. Это пистолет-карабин, имеющий следующие характеристики:
длина ствола 203 мм, длина 317 мм, вес 1,070 кг, начальная скорость пули 370 м/c. Рассчитан на стрельбу до 800 м. К пистолету придавался приставной деревянный приклад, к которому крепилась кожаная кобура. Пистолетом LP 08 вооружали расчёты орудий полевой артиллерии и унтер-офицеров пулемётных команд.

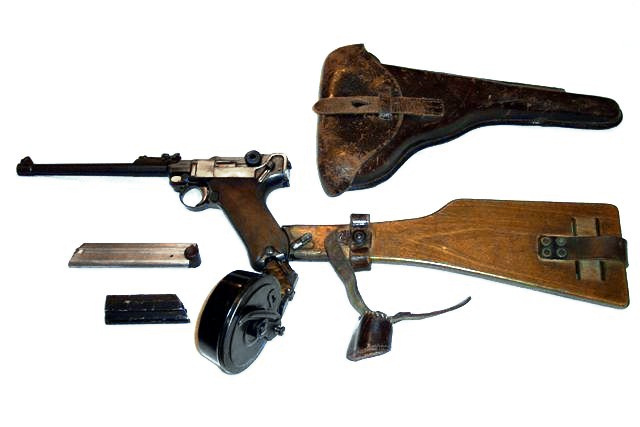
LP 08 с магазином Леера и прикладом.

Новая модель явилась своеобразным завершением линии пистолетов-карабинов. В 1917 году инженер Леер разработал к нему 32-патронный барабанный магазин (Trommelmagazin 08). Впоследствии этот магазин использовался в пистолете-пулемёте MP-18.
За время Первой мировой войны для германской армии было произведено около 198 000 пистолетов «Артиллерийской модели».

Основные модели пистолета Люгер
| Вариант | Калибр      | Длина      | Длина ствола | Масса                   | Начальная скорость пули |
| ------- | ----------- | ---------- | ------------ | ----------------------- | ----------------------- |
| М.1900  | 7,65 мм     | 237 мм     | 122 мм       | 835 г                   | 350 м/с.                |
| М.1902  | 9 мм        | 217 мм     | 102 мм       | 876 г                   | 350 м/с.                |
| М.1904  | 9 мм        | 262 мм     | 147 мм       | 915 г                   | 380 м/с.                |
| М.1906  | 7,65 и 9 мм | 217 мм     | 122 и 102 мм | 876 г                   | 380/350 м/с.            |
| М.1908  | 9 мм        | 217/235 мм | 102/120 мм   | 876 г./1000 г.(снаряж.) | 350/380 м/с             |
| LP.08   | 9 мм        | 317 мм     | 203 мм       | 1070 г.                 | 400 м/с                 |

## Производство

### 1908—1918
С начала серийного производства в 1908 году и до конца Первой мировой войны большинство коммерческих, контрактных и военных пистолетов Люгер было произведено компанией DWM.
Более половины всех P-08, предназначенных для немецкой армии, также были выпущены этой фирмой.
В 1910 году к производству пистолетов Люгера подключился королевский арсенал в Эрфурте, производивший пистолеты только для немецкой армии. Всего в Эрфурте было выпущено около 520 000 единиц этого типа оружия.

### 1920—1932
После поражения в Первой мировой войне по условиям Версальского мира для Германии был установлен ряд ограничений в военной сфере. В частности, производившееся оружие было существенно ограничено по тактико-техническим характеристикам. Так, пистолеты не могли иметь длину ствола более 100 мм и калибр более 8 мм.
Таким образом, производство оружия было затруднено. Однако уже в 1920 году работники оружейной компании «Зимсон» в городе Зуль вновь продолжили работы по изготовлению пистолетов Люгера в ограниченных партиях для нужд полиции и офицеров рейхсвера. В 1925 году к изготовлению этого оружия присоединилась фирма «Хенрих Кригхоф» (нем. Krieghoff).
В 20-е — 30-е годы при помощи специалистов фирмы Mauser было возобновлено изготовление «Люгеров» в Швейцарии и организована сборка в Финляндии.
В 1922 году DWM была реорганизована и стала называться «Берлин-Карлсруэ Индустрие-Верк» (BKIW) и вновь стала производить «Люгеры», но теперь бо́льшая часть произведённых ими пистолетов уходила на экспорт в США, где они получили известность как «пистолет Люгера». Помимо США, это оружие у DWM/BKIW закупала Финляндия. За десятилетний промежуток с 1920 по 1930 гг. все германские компании в сумме изготовили свыше 35 000 единиц пистолетов Люгера.
В 1930 году управление делами фирмы DWM/BKIW перешло под контроль компании Mauser, и центр производства «Люгеров» был переведён в город Оберндорф-на-Неккаре. 1 мая 1930 года туда было перевезено около 800 станков и технологическое оборудование из Карлсруэ. Следующие пять лет «Люгеры», выпускавшиеся компанией Mauser, ещё несли клеймо DWM. С 1934 года на стрелковом оружии Германии наименования производителей не указывались — указывались только коды заводов — производителей оружия по классификации управления вооружений сухопутных сил. Компании Mauser соответствовал код S/42.
C 1930 года компания Mauser продолжала изготовлять пистолеты Люгера на экспорт для армии США. Персия заказала 3000 Р08 и 1000 P08 lange.

### 1933—1945
Приход к власти Гитлера привёл к перевооружению германской армии. Нацисты стали игнорировать все ограничения, наложенные на Германию Версальским договором. Это позволило компании Mauser возобновить активное изготовление пистолетов Люгера с длиной ствола 98 мм и пазами на рукоятке для крепления приставной кобуры-приклада. Уже в начале 1930-х годов конструкторы оружейной компании Mauser начали вести работу над созданием нескольких вариантов «Парабеллума», в том числе и специальной модели для нужд тайной полиции Веймарской республики с глушителем расширительного типа. Но поступать пистолеты P-08 с глушителями начали уже не в Министерство внутренних дел Германии, а в спецслужбы нацистской Германии: РСХА, Гестапо, СД и абвер. Наравне с созданием специальных пистолетов на базе Р08 в Германии шли и конструктивные переработки «Парабеллума». Так, по заказу полиции, создаётся вариант Р08 с затворной задержкой.
Для учебно-тренировочной стрельбы из «Парабеллума» конструкторы фирмы ERMA создали особые комплекты для стрельбы патронами кольцевого воспламенения калибра 5,6 мм (.22 LR).
Во время подготовки к новой войне с целью конспирации настоящего изготовителя фирма Mauser-Werke A.G. стала наносить на своё оружие специальные клейма. Ранее, в 1934—1939 годах, на пистолеты Люгера наносилась маркировка «S/42», которая в 1939-м была заменена кодом «42», а c февраля 1941-го — кодом «byf», который просуществовал до завершения производства пистолета этой фирмой в декабре 1942 года. Всего за время Второй мировой войны Вермахт получил 1,355 млн пистолетов этой марки.
Помимо фирмы Маузера, в данный период производством пистолетов «Парабеллум» занимались фирмы «Зимсон» и «Кригхоф». Последняя заключила эксклюзивный контракт на производство 10 000 пистолетов «Парабеллум» для вооружения военнослужащих Люфтваффе и с 1934 года приступила к его выполнению. К концу 1937-го фирма Krieghoff произвела комплекты деталей для изготовления 13 580 пистолетов, что сильно превышало требуемое контрактом количество в 10 000 шт. Тем не менее, в период между 1938-м и 1944-м около 2000 пистолетов были дополнительно поставлены в Люфтваффе (на «Парабеллумах» именно этой компании можно встретить маркировку с указанием 1943-го и 1944-го годов выпуска).
Остальные 1500—1600 шт. были реализованы на коммерческом рынке в период с 1937 года до конца Второй мировой войны.

## Использование
Пистолет Люгера Р08 активно использовался в Первой и во Второй мировых войнах. Несмотря на то, что в начале Второй мировой войны он уже начал заменяться более новым и надёжным пистолетом P38, Люгер оставался основным оружием офицеров Вермахта. Р08 состоял на вооружении Эфиопии, Ирана, Португалии, Румынии, Турции и других стран. Небольшая партия пистолетов P.08 калибра 7,65×21 мм Парабеллум в 1942 году была поставлена японской дипломатической службе для посольства Японии в Берлине. Р08 послужил компоновочным образцом для таких пистолетов, как японский «Намбу» образца 1914 года, американский «Ругер» Mk II, а также финский «Lahti L-35».

### «Люгер» в Мексике
После реформы законодательства в 1971 году владение самозарядными пистолетами под патроны, превосходящие по характеристикам патрон 9 × 17 мм К, было законодательно запрещено, однако для нескольких образцов огнестрельного оружия (в том числе для пистолетов "парабеллум" под патрон 9 × 19 мм) было сделано исключение - и они остались разрешены в качестве служебного оружия для телохранителей и сотрудников частных охранных структур, а также в качестве личного оружия для других граждан страны.

### «Люгер» в России
В начале XX в. пистолеты системы Люгера были закуплены для испытаний Военным ведомством Российской Империи. Пистолет не понравился и очень долгое время безуспешно распространялся среди офицерского корпуса. Популярность в России подобные пистолеты получили только в качестве трофея 1-й мировой войны. Существует версия, скомпилированная западными коллекционерами и не имеющая никаких документарных доказательств, о том, что подобные пистолеты, закупленные Россией, имели обозначение на верхней части ствольной коробки, над патронником в виде перекрещенных винтовок Мосина, и, якобы, для поставлявшихся в Россию пистолетов использовались рамы болгарского заказа с надписями на болгарском языке. Эта версия не выдерживает никакой критики и отечественными специалистами признана ошибочной.
В феврале 1907 года армейским офицерам было разрешено покупать «Люгер» в качестве табельного оружия.
С.-Петербург. Февраля 7-го дня 1907 года.
Государь Император, в 4-й день Февраля, высочайше повелеть соизволил:
1. Разрешить офицерам иметь в строю и вообще при исполнении служебных обязанностей, когда установлено быть при револьверах, револьверы и автоматические пистолеты следующих систем: 3-х лин. револьверы обр. 1895 года, пистолеты Браунинга, калибром 9 мм, и пистолеты Бохардт-Люгера (Парабеллум), также калибра 9 мм с тем, чтобы отпускать патронов для практической стрельбы офицеров и впредь производить только для 3-х лин. револьверов обр. 1895 года.
Впоследствии, во время Первой мировой и Великой Отечественной войн, значительное количество этих пистолетов было захвачено в качестве трофеев.
В августе 2011 года внесён в перечень наградного оружия Российской Федерации.

### «Люгер» в США
В 1900 году в США проводились испытания пистолетов Люгера. Они проявили себя достаточно хорошо, и американцы дали заказ ещё на 1000 пистолетов для продолжения испытаний, шедших вплоть до 1908 года. Большое недовольство американской стороны вызывал слишком маленький, на их взгляд, калибр данного оружия. Впрочем, огромное количество Люгеров разных вариантов было продано на гражданском рынке США, а также реэкспортировалось США в страны Латинской Америки, Мексику и др.
В 1902 году компанией DWM был разработан новый 9-мм патрон, однако и новые 9-мм пистолеты Люгера не имели успеха в США. Американцами была признана точность стрельбы Люгера, а также очень небольшая и хорошо контролируемая отдача, но они были недовольны, во-первых, огромной ценой оружия, во-вторых, чувствительностью «Люгера» к окружающей среде, а также, по их мнению, недостаточным останавливающим действием (имелись в виду образцы кал. 7,65 либо 8 мм). Кроме того, кавалерия США раскритиковала образцы Люгера из-за использования обеих рук для взведения оружия и устранения задержек, что, по их мнению, сделало этот пистолет «недостаточно практичным».
В 1907 году от 27 до 32 тысяч (по разным данным) пистолетов Люгера было изготовлено под новый американский патрон .45 АСР по заказу армии США. На всех «Люгерах», изготовленных для США, в передней части ствольной коробки (над патронником) был изображён герб США. Впоследствии к 1914 году было заказано не менее 80 тыс. единиц этого оружия. В конце концов оружие было принято на вооружение в качестве «оружия ограниченного стандарта» для некоторых категорий военных. Помимо этого, оружие Люгера очень быстро стало популярным (уступая лишь продукции фирмы «Кольт») коммерческим продуктом на гражданском рынке, и вплоть до середины-конца 1930-х гг. это оружие продавалось и импортировалось в США в огромном количестве (сотни тысяч единиц).
Впоследствии «Люгер» модели 1908, а также версия 1908 под. 45 АСР выпускалась в США в виде лицензионной копии на экспорт фирмами «Кольт», «Винчестер», «Ремингтон» и «Савэдж» вплоть до наших дней.
Среди основных американских импортёров и дистрибьюторов пистолета Люгера были фирмы Abercrombie Fitch и Stoeger, причём на имя Stoeger была даже зарегистрировала торговая марка «Luger».

### Современность
Оказав значительное влияние на развитие оружейного дела, пистолет Люгера превратился в своеобразный эталон для сравнения. Создавая новые системы пистолетов, конструкторы по сей день часто говорят о достижении кучности боя или других свойств, аналогичных Люгеру.
Качество и исключительная живучесть пистолетов Люгера позволила им успешно дожить до наших дней и стать популярным гражданским и спортивным оружием.
Количество хорошо сохранившихся Люгеров старых годов выпуска весьма велико (особенно в США). Немало этих пистолетов по сию пору законсервировано на армейских оружейных складах, в том числе и в России.
«Люгер» часто встречается в частных оружейных коллекциях. В Швейцарии пистолет Люгера используется как спортивное оружие.

## Коммерческие модификации
Серийное производство пистолета Люгера прекращено, но в 1999 году фирма Маузер изготовила несколько образцов этого оружия к его столетию и поныне производит ограниченное число этого оружия для коллекционеров.
В США реплики различных модификаций Люгера производятся несколькими оружейными фирмами и пользуются значительным спросом, несмотря на то, что в гражданском обороте находится много оригиналов, попавших в США из Европы, Азии и Африки в качестве трофеев после Второй мировой и других войн, а также коммерческих образцов, завезённых/изготовленных в США ещё до войны. Встречаются «Люгеры» под патроны 9×19 мм или 7,65×21 мм и других калибров (.45) с разной длиной стволов и, соответственно, общей длиной: 8" — 203 мм (длина 317 мм), 12" — 305 мм (длина 419 мм), 16" — 406 мм (длина 520 мм).

## Страны-эксплуатанты

Страны, где пистолет Люгера находился на вооружении

- Болгария — в 1900 г. пистолет обр.1900 г. принят на вооружение, в середине 1900-х закуплено 1250 шт. пистолетов обр. 1906 г.[3], в 1912 г. пистолет обр. 1908 г. принят на вооружение армии[11]
- Германская империя — в 1904 г. принят на вооружение флота, в 1908 г. — на вооружение армии[3]
- Германия — до 1939 года являлся основным штатным личным оружием офицеров и унтер-офицеров вермахта, в дальнейшем использовался рядовым и унтер-офицерским составом (которому по штату полагались пистолеты) в качестве оружия ограниченного стандарта, а также в технических родах войск, полиции и войсках СС[3].
- Финляндия — с 1918 года использовались пистолеты обр. 1908 года; также, в 1922—1929 годы было закуплено не менее 8 тыс. 7,65-мм пистолетов «парабеллум» обр. 1920 года (пистолеты выполненные по условиям веймарский ограничений: стволы длиной 93 или 98 мм), которые поступили на вооружение под наименованием 7,65 pist/23. Финны позже меняли стволы на свои 7,65- и 9-мм длиной до 120 мм.[12]
- Нидерланды — в период с 1920 по 1930 год 3820 шт. поставлено в Голландию и 1484 шт. — Голландской Ост-Индии, в 1930-е годы поставки продолжались для военно-морских сил Голландии и Голландской Ост-Индии[7]
- Бразилия — в середине 1900-х у США было заказано 5 тыс. шт. пистолетов обр.1906 г.[13]
- Португалия — закуплены в период после 1935 года[14] (4600 шт.)
- Турция[14] — в 1935—1937 гг. 3000 шт. было выпущено для турецкой полиции
- Российская империя — в середине 1900-х заказано 1000 шт. пистолетов обр.1906 г.[3], но вплоть до начала первой мировой войны в 1914 году этот заказ не был полностью выполнен[7]; 4 февраля 1907 года армейским офицерам было разрешено покупать 9-мм «парабеллум» в качестве личного оружия; трофейные пистолеты использовались в ходе первой мировой войны.
- Латвия — закуплены в 1930-е годы[3] (853 шт.)
- РСФСР и  СССР — пистолеты использовались РККА в ходе гражданской войны[15]; в сентябре 1929 года был заключён договор, по которому из Веймарской республики было поставлено около 300 пистолетов, их сборка осуществлялась на Сестрорецком оружейном заводе[7]. Трофейные пистолеты использовались в ходе Великой Отечественной войны.
- Швеция — закуплены в 1930-е годы[3] (319 шт.)
- Польша
- Швейцария — в 1900 г. пистолет обр. 1900 г. принят на вооружение[3]
- Эстония — на вооружении с 1919 до 1940 года.
- Веймарская республика
- США — «Люгер» был принят в качестве оружия ограниченного стандарта для полиции и некоторых категорий военнослужащих. Применялся до 1970-х г.г.
- Испания — использовались в ходе гражданской войны в Испании
- Боливия
- Чили
- Китай до 1949 года
- Греция
- Иран — закуплены в период после 1935 года[14]
- Ирландия
- Норвегия
- Румыния[16]
- Франция
- Югославия
- Израиль
- Ливия
- Чад
- Алжир
- Афганистан — большое количество трофейных пистолетов системы P08 осталось на оружейном рынке государств Центральной Азии, в гражданском и военном пользовании, после Первой и Второй мировых войн. В дальнейшем использовались сторонами вооружённых формирований и группировками в Афганских конфликтах второй половины XX века. По сей день некоторое количество трофейных пистолетов Luger P08 остаётся на вооружении.